# Alessandrina di Baden
Alessandrina di Baden (Alexandrine Luise Amalie Friederike Elisabeth Sophie; Karlsruhe, 6 dicembre 1820 – Callenberg, 20 dicembre 1904) era la figlia maggiore di Leopoldo, Granduca di Baden (1790–1852) e di sua moglie la principessa Sofia di Svezia (1801–65)..

## Matrimonio

### Sfondo
Prima di salire al trono, Alessandro II di Russia fu mandato nel Baden al fine di presentare se stesso come un pretendente alla mano di Alessandrina in matrimonio. Alessandrina già si considerava la sua fidanzata, poiché tutte le trattative preliminari avevano avuto luogo. Durante il viaggio in quella regione tuttavia, Alessandro visitò la corte d'Assia-Darmstadt e conobbe la Principessa Maria d'Assia che alla fine sposò.
Sotto la spinta di suo fratello il Principe Alberto, il Principe Ereditario Ernesto di Sassonia-Coburgo e Gotha (nato nel 1818) cominciò la ricerca di una sposa adatta. Alberto riteneva che una moglie fosse un bene per il fratello; "Le catene le dovrai sostenere in ogni caso, e sarà certamente un bene per te... Più pesanti e strette sono, meglio sarà per te. Una coppia sposata deve essere incatenata l'uno all'altro, essere inseparabili, e loro devono vivere solo l'un per l'altro". Con questo consiglio in mente (anche se Alberto era rimproverato per la presunzione di consigliare i suoi maggiori di lui per età), Ernesto cominciò a cercare.
Intorno a questo periodo, Ernesto fu colpito da una malattia venerea contratta attraverso le sue molte relazioni; Alberto di conseguenza gli consigliò di sposarsi soltanto quando fosse completamente guarito. Egli lo avvertì anche che la promiscuità continua avrebbe potuto renderlo incapace di procreare. Ernesto, in conseguenza, aspettò qualche anno prima di sposarsi.
Il 13 maggio 1842 a Karlsruhe, Ernesto sposò la Principessa Alessandrina. Per la costernazione di suo fratello e di sua cognata, la Regina Vittoria, il matrimonio non riuscì a "calmare" Ernesto. Alessandrina, tuttavia, accettò tutti i suoi difetti abbastanza allegramente, e nutrì un'assoluta devozione verso Ernesto che sarebbe diventata sempre più sconcertante agli occhi del mondo esterno.

### Successione e mancanza di figli
Ernesto succedette nel ducato a suo padre, Ernesto I, nel 1844. Il matrimonio si sarebbe rivelato essere senza figli. Anche se era molto probabile che la colpa fosse di Ernesto, (a causa della malattia venerea di cui si era ammalato prima del matrimonio), Alessandrina sembra avesse accettato senza discutere che la loro mancanza di figli fosse colpa sua.
L'anno in cui Ernesto succedette come duca, la coppia si recò a Windsor per visitare i loro parenti. Lady Eleanor Stanley, una delle damigelle d’onore di Vittoria, commentò a sua madre, "il Duca non sta bene, si dice, e lui sembra certamente terribilmente malato... egli tuttavia ci strinse la mano molto civilmente all'incontro, e sembrava di ottimo umore stando con suo fratello. La Duchessa [Alessandrina] disse Lady Duoro era stata ad Ems nella speranza di generare un figlio ed erede, ma non ha avuto alcun effetto ancora; siamo rimasti piuttosto divertiti che lo abbia detto lei così semplicemente, ma lei sembra una persona molto bella e molto carina".
Il rapporto della coppia in questa fase era "senza nuvole quanto non mai", nelle parole della storica Charlotte Zeepvat. Mentre visitavano alcune aziende agricole a Windsor, Alessandrina si prese un raffreddore; partirono poco dopo. Lady Eleanor commentò ancora che "[Alessandrina] fu molto dolce alla partenza, e ci baciò tutti; sembrava molto delicata, pallida come un lenzuolo, e più adatta per essere nel suo letto che per intraprendere un lungo viaggio. La partenza dei Reali non fu così dolorosa come mi aspettavo; piena di baci, ma senza lacrime". Vittoria era dispiaciuta nel vederli partire, poiché nutriva un leale affetto per Ernesto per amore di Alberto, ed era arrivata a vedere Alessandrina come una sorella.
Vittoria scelse Ernesto come padrino per la sua seconda figlia femmina la Principessa Alice, ed era quindi previsto in Inghilterra nell'aprile del 1859 per la sua cresima. Anche se Vittoria era impaziente di vedere sua moglie, e anche se i piani erano stati organizzati l'anno precedente per la sua visita, Ernesto scelse di non portarla con sé. Era chiaro che come le possibilità avere dei figli erano svanite, Ernesto si stava interessando sempre meno di sua moglie.

### Affairs
Prima e durante il loro matrimonio, Ernesto portò avanti innumerevoli affari con varie donne. Alessandrina, tuttavia, rimase una moglie devota, e scelse di ignorare queste relazioni di cui era a conoscenza. A un certo punto, Ernesto ebbe due amanti, e viveva con loro e Alessandrina "in un improbabile ménage che rese la coppia uno zimbello per tutti, eccetto che per la loro famiglia". Anche se amava Alessandrina, Vittoria fu costernata per la sua disponibilità ad accettare le sue relazioni, commentando che "la condotta di zio E.'s è perfettamente mostruosa e devo biasimare la zia molto. Non mi hanno scritto ancora - ma quando lo faranno dovrò scrivere molto forte".

### Ultimi anni e morte

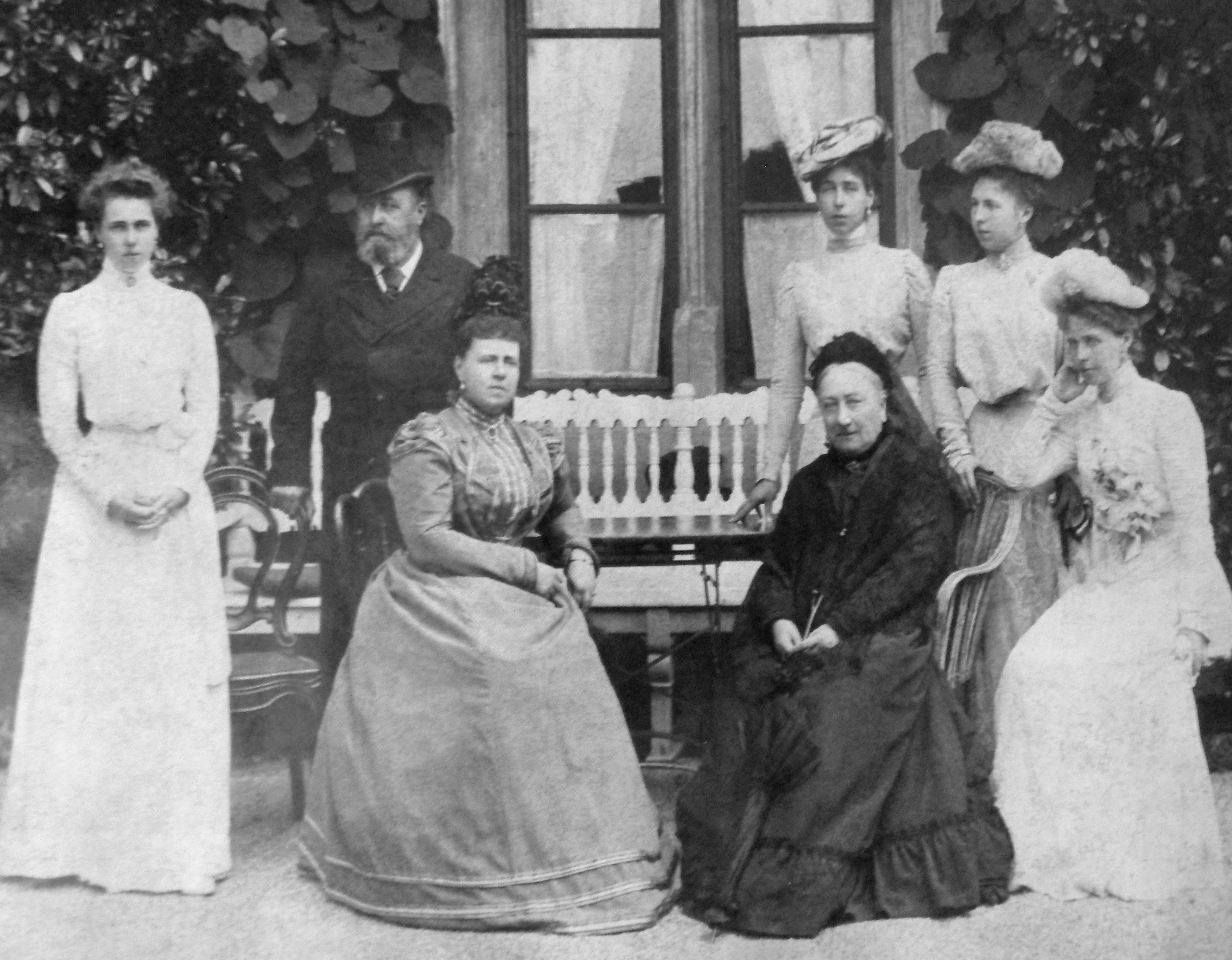
Alessandrina (in nero) con la famiglia di Alfredo, Duca di Sassonia-Coburgo e Gotha

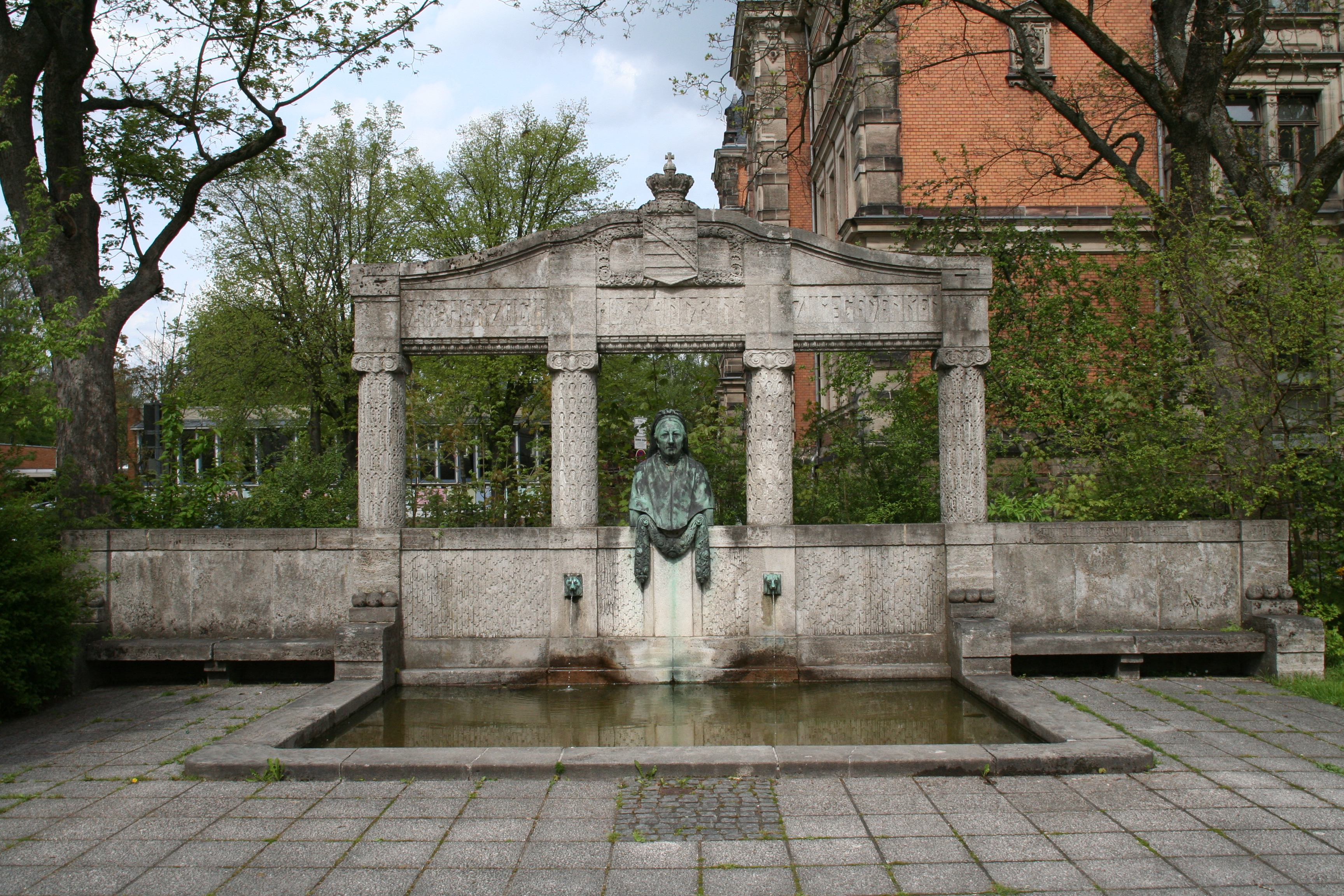
la fontana memoriale di Alessandrina a Coburgo.

Con il passare degli anni, l'atteggiamento ed il modo di vestire di Ernesto diventarono sempre più uno scherzo per le giovani generazioni. Una delle figlie del nipote e successore di Ernesto, il Principe Alfredo, Duca di Edimburgo ricordò in seguito Ernesto come "un vecchio fidanzato, stretto in una redingote troppo stretta per la sua mole e scomodamente schiacciato in vita', che sfoggia un cappello a cilindro, guanti di colore giallo pallido, e un bocciolo di rosa all'occhiello". il principe Ernesto Luigi d'Assia ricordò come Alessandrina usasse trascinarsi dietro suo marito chiamando, "Ernesto, mio tesoro"; ciò causò particolare imbarazzo al giubileo a Windsor nel 1887 quando il cognato di Ernesto Luigi, il granduca Sergej imitò Alessandrina, chiamando Ernesto Luigi "Ernesto, mio tesoro", senza rendersi conto che il Duca si stava avvicinando dall'estremità della stanza. "Vide la mia espressione inorridita e si voltò, quindi entrambi fuggimmo, scappando in diverse sale. Scoppiai a ridere, ma per molto tempo Sergei fu disperatamente preoccupato, perché non sapeva se lo zio lo avesse sentito".
Ernesto morì il 22 agosto 1893 dopo una breve malattia. Alessandrina gli sopravvisse di undici anni, morendo infine il 20 dicembre 1904.

## Titoli e trattamento
- 6 dicembre 1820 – 13 maggio 1842: Sua Altezza Granducale, la principessa Alessandrina di Baden
- 13 maggio 1842 – 29 gennaio 1844: Sua Altezza Granducale, la principessa Ereditaria di Sassonia-Coburgo-Gotha
- 29 gennaio 1844 - 22 agosto 1893: Sua Altezza Granducale, la Duchessa di Sassonia-Coburgo-Gotha
- 22 agosto 1893 - 20 dicembre 1904: Sua Altezza Granducale, la Duchessa Vedova di Sassonia-Coburgo-Gotha

## Ascendenza
|                                              |                       |                                            | Genitori                                       |  |  | Nonni |  |  | Bisnonni                  |  |  | Trisnonni                            |  |
|                                              |                       |                                            |                                                |  |  |       |  |  | Federico di Baden-Durlach |  |  | Carlo III Guglielmo di Baden-Durlach |  |
|                                              |                       |                                            |                                                |  |  |       |  |  | Federico di Baden-Durlach |  |  | Carlo III Guglielmo di Baden-Durlach |  |
|                                              |                       | Maddalena Guglielmina di Württemberg       |                                                |  |  |       |  |  | Federico di Baden-Durlach |  |  |                                      |  |
| Carlo Federico di Baden                      |                       |                                            |                                                |  |  |       |  |  | Federico di Baden-Durlach |  |  |                                      |  |
|                                              |                       | Amalia di Nassau-Dietz                     | Giovanni Guglielmo Friso d'Orange              |  |  |       |  |  |                           |  |  |                                      |  |
|                                              |                       | Amalia di Nassau-Dietz                     | Giovanni Guglielmo Friso d'Orange              |  |  |       |  |  |                           |  |  |                                      |  |
|                                              |                       | Amalia di Nassau-Dietz                     | Maria Luisa d'Assia-Kassel                     |  |  |       |  |  |                           |  |  |                                      |  |
| Leopoldo di Baden                            |                       | Amalia di Nassau-Dietz                     |                                                |  |  |       |  |  |                           |  |  |                                      |  |
|                                              |                       | Luigi Enrico, Barone Geyer di Geyersberg   | Christian Heinrich Geyer von Geyersberg        |  |  |       |  |  |                           |  |  |                                      |  |
|                                              |                       | Luigi Enrico, Barone Geyer di Geyersberg   | Christian Heinrich Geyer von Geyersberg        |  |  |       |  |  |                           |  |  |                                      |  |
|                                              |                       | Luigi Enrico, Barone Geyer di Geyersberg   | Christianne Philippa von Thümel                |  |  |       |  |  |                           |  |  |                                      |  |
| Baronessa Luisa Carolina Geyer di Geyersberg |                       | Luigi Enrico, Barone Geyer di Geyersberg   |                                                |  |  |       |  |  |                           |  |  |                                      |  |
|                                              |                       | Contessa Massimiliana Cristiana di Sponeck | Johann Rudolph von Hedwiger, Conte di Sponeck  |  |  |       |  |  |                           |  |  |                                      |  |
|                                              |                       | Contessa Massimiliana Cristiana di Sponeck | Johann Rudolph von Hedwiger, Conte di Sponeck  |  |  |       |  |  |                           |  |  |                                      |  |
|                                              |                       | Contessa Massimiliana Cristiana di Sponeck | Wilhelmine Louise von Hoff                     |  |  |       |  |  |                           |  |  |                                      |  |
| Principessa Alessandrina di Baden            |                       | Contessa Massimiliana Cristiana di Sponeck |                                                |  |  |       |  |  |                           |  |  |                                      |  |
|                                              | Gustavo III di Svezia | Adolfo Federico di Svezia                  |                                                |  |  |       |  |  |                           |  |  |                                      |  |
|                                              | Gustavo III di Svezia | Adolfo Federico di Svezia                  |                                                |  |  |       |  |  |                           |  |  |                                      |  |
|                                              | Gustavo III di Svezia | Luisa Ulrica di Prussia                    |                                                |  |  |       |  |  |                           |  |  |                                      |  |
| Gustavo IV Adolfo di Svezia                  | Gustavo III di Svezia |                                            |                                                |  |  |       |  |  |                           |  |  |                                      |  |
|                                              |                       | Sofia Maddalena di Danimarca               | Federico V di Danimarca                        |  |  |       |  |  |                           |  |  |                                      |  |
|                                              |                       | Sofia Maddalena di Danimarca               | Federico V di Danimarca                        |  |  |       |  |  |                           |  |  |                                      |  |
|                                              |                       | Sofia Maddalena di Danimarca               | Luisa di Hannover                              |  |  |       |  |  |                           |  |  |                                      |  |
| Sofia Guglielmina di Svezia                  |                       | Sofia Maddalena di Danimarca               |                                                |  |  |       |  |  |                           |  |  |                                      |  |
|                                              |                       | Carlo Luigi di Baden                       | Carlo Federico di Baden                        |  |  |       |  |  |                           |  |  |                                      |  |
|                                              |                       | Carlo Luigi di Baden                       | Carlo Federico di Baden                        |  |  |       |  |  |                           |  |  |                                      |  |
|                                              |                       | Carlo Luigi di Baden                       | Carolina Luisa d'Assia-Darmstadt               |  |  |       |  |  |                           |  |  |                                      |  |
| Federica di Baden                            |                       | Carlo Luigi di Baden                       |                                                |  |  |       |  |  |                           |  |  |                                      |  |
|                                              |                       | Amalia d'Assia-Darmstadt                   | Luigi IX d'Assia-Darmstadt                     |  |  |       |  |  |                           |  |  |                                      |  |
|                                              |                       | Amalia d'Assia-Darmstadt                   | Luigi IX d'Assia-Darmstadt                     |  |  |       |  |  |                           |  |  |                                      |  |
|                                              |                       | Amalia d'Assia-Darmstadt                   | Carolina del Palatinato-Zweibrücken-Birkenfeld |  |  |       |  |  |                           |  |  |                                      |  |
|                                              |                       | Amalia d'Assia-Darmstadt                   |                                                |  |  |       |  |  |                           |  |  |                                      |  |